# جون يونغ بارك
جون يونغ بارك (مواليد 27 فبراير 1991) هو مقاتل فنون القتال المختلطة كوري جنوبي. يُنافس في وزن الوسط في يو إف سي.

## وصلات خارجية
- جون يونغ بارك على موقع يو إف سي (الإنجليزية)
- جون يونغ بارك على موقع شيردوغ (الإنجليزية)
- جون يونغ بارك على موقع Tapology.com (الإنجليزية)